# Tossal de les Viudes (Artesa de Segre)
El Tossal de les Viudes és una muntanya de 403 metres que es troba al sud del poble d'Alentorn, dins del municipi d'Artesa de Segre, a la comarca catalana de la Noguera. El topònim, segons la tradició popular, tindria l'origen en un atac de l'exèrcit sarraí a Alentorn que matà a tall d'espasa tots els homes del poble que defensaven la posició. Les dones i els fills foren resguardades i, passada la batalla, enterraren els seus marits en aquest tossal i hi anaren freqüentment a plorar-los i recordar-los.